# Schollach (Baixa Áustria)
Schollach (Baixa Áustria) é um município da Áustria localizado no distrito de Melk, no estado de Baixa Áustria.

## Geografia
Ocupa uma área de 19,67 km². 37,23 % da superfície são arborizados.

### Subdivisões
Anzendorf, Groß-Schollach, Klein-Schollach, Merkendorf, Roggendorf, Schallaburg und Steinparz

## População
Schollach tinha 938 habitantes no fim de 2005.

## Política
O burgomestre é Norbert Gleiss.

### Conselho Municipial
- ÖVP 9
- SPÖ 6